# Paphiopedilum wardii
Paphiopedilum wardii é uma espécie de orquídea (Orchidaceae) do Sudeste Asiático.